# 主控室

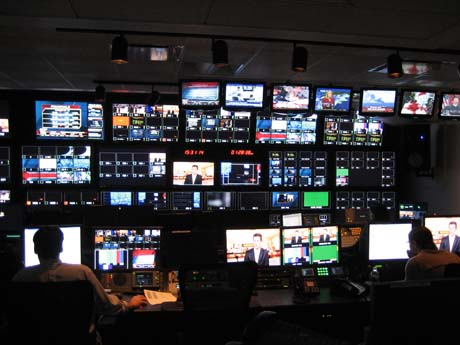
福斯財經網的主控室

主控室（Master control）是廣播電台及電視台的操作中心，也是節目在發送訊號之前的最後一步。現在大多數主控室都已經導入了自動系統，可自動播出節目，因此一些小規模的電台電視台主控室處在無人狀態。但由於主控室的重要性以及為應對可能出現的播出臨時節目的情況，較大的電視台仍然在主控室確保24小時始終有人監控。